# Polydrusus confluens
Polydrusus confluens är en skalbaggsart som beskrevs av Stephens 1831. Polydrusus confluens ingår i släktet Polydrusus, och familjen vivlar. Arten har ej påträffats i Sverige.